# Тени забытых предков
«Те́ни забы́тых пре́дков» (укр. Тіні забутих предків) — советский художественный фильм Сергея Параджанова по мотивам одноимённой повести Михаила Коцюбинского. Снят на киностудии им. А. Довженко в 1964 году. Фильм посвящён столетнему юбилею Михаила Коцюбинского.
В советском прокате (1965) фильм посмотрели 8,3 млн зрителей. В иностранном прокате фильм вышел под названием «Огненные кони».
В списке ста лучших украинских фильмов по версии кинокритиков, составленном в 2021 году, фильм занял первое место.

## Сюжет
Два гуцульских рода враждуют многие годы. Среди озлобленности и мести зарождается чистая, светлая любовь Ивана и Марички из враждующих родов. Иван вынужден уйти на заработки, а Маричка гибнет в речной пучине. Ивану не удаётся забыть любимую. Обезумев, он скитается по лесу (эта часть фильма снята в чёрно-белом изображении). Не помогает принудительная женитьба на красивой Палагне. Супруги — чужие друг другу. Палагна мечтает о детях, и обращается к деревенскому колдуну (мольфару) Юре. Они становятся любовниками. Увидев их вместе в деревенском трактире, Иван замахивается на колдуна топором, но тот пугает соперника, и Иван убегает. Колдун уверен, что сжил Ивана со свету. Только в предсмертном бреду Иван вновь обретает своё счастье, видя призрачные отражения Марички в лесу и в воде. Соседи хоронят Ивана; поминки сопровождаются весельем и плясками. Дети наблюдают за погребением Ивана из окон.

## Отзывы
И вдруг в этом маленьком местном журнальчике, вряд ли когда-нибудь проникающем за пределы Франции (Tout-Rouen, 29 octobre — 11 novembre 1966, p. 50.), необычайная хвалебная речь по адресу «изумительного советского фильма „Огненные кони“». Тщетно стараемся мы припомнить, какой же это фильм у нас об огненных конях. И наконец находим подлинное его название, звучащее в латинской транскрипции так: «Тент забипих предков». И только ремарка «по роману Коцюбинского» объясняет нам, наконец, что речь идёт о советском фильме «Тени забытых предков». Вряд ли подозревают скромные украинские постановщики, каких эклог удостоился в Руане их фильм, высоко поднятый даже над «Горящим Парижем», шедшим одновременно с ним. Над рецензией об «Огненных конях» стоят три звёздочки и большая буква А (высшая оценка фильма), а в самой рецензии фильм аттестован как «не имеющий себе подобного, не похожий ни на какой другой, — всё в нём свет, жизнь, краска — классические данные советской кинематографии, — праздник для глаз и для сердца». Позднее в Руане я увидела очередь на него перед кассой кино. Руанцы, как и множество простых людей за рубежом, остро отзываются сердцем на тот непроизвольный советский оптимизм (утро века), каким, подчас независимо от воли авторов, пронизаны у нас не только счастливые, но и печальные фильмы; за рубежом оптимизм — вещь дефицитная.— Мариэтта Шагинян. Четыре урока у Ленина
5 марта 2010 года на пресс-конференции в Ереване всемирно известный сербский кинорежиссёр Эмир Кустурица назвал Сергея Параджанова гениальным режиссёром, а его фильм «Тени забытых предков» — лучшей картиной в мире, снятой до сих пор. Конец фильма Кустурицы «Андерграунд» имеет отсылку к финальной сцене фильма Параджанова (смерть в колодце). Анимационная белая птичка в фильме Кустурицы «Время цыган» отсылает к анимационным красным коням в «Тенях забытых предков».
Как отмечает литературовед Михаил Назаренко, и Параджанов, и Коцюбинский воссоздали духовный мир гуцульского села, однако Параджанов в своём фильме ограничился лишь этнографическим аспектом, а Коцюбинский осознавал, что целостный народный космос нельзя понять вне мифа. Параджанов сохранил ощутимую мифологичность мира, но отказался от фантастики (за исключением одного эпизода: мольфар отгоняет тучу). Это привело к радикальному изменению и концепции, и фабулы произведения. Повесть «Тени забытых предков» и фильм «Тени забытых предков» — наглядные примеры различия между традициями украинской фэнтези и украинской химерной прозы.
По воспоминаниям современников Параджанова, в студенческие годы тот пережил семейную трагедию — трагически погибла его жена, вышедшая за него замуж без согласия своих родителей. Много позже он женился на киевлянке, но брак распался в 1962 году, то есть прямо перед началом съёмки фильма.

## В ролях
- Иван Миколайчук — Иван Палийчук
- Лариса Кадочникова — Маричка Гутенюк
- Татьяна Бестаева — Палагна
- Спартак Багашвили — Юра, мольфар
- Николай Гринько — Ватаг
- Леонид Енгибаров — Мико
- Нина Алисова — Ганна Палийчук, мать Ивана (озвучивает Наталья Кандыба)
- Александр Гай — Петро Палийчук, отец Ивана
- Неонила Гнеповская — Параска Гутенюк, мать Марички
- Александр Райданов — Онуфрий Гутенюк, отец Марички
- Игорь Дзюра — Иван Палийчук в детстве
- Валентина Глянько — Маричка Гутенюк в детстве
- В народных сценах — гуцулы Верховины
- Закадровый текст — Алексей Борзунов, Елена Борзунова

## Съёмочная группа
- Авторы сценария:
  - Иван Чендей
  - Сергей Параджанов
- Режиссёр: Сергей Параджанов
- Оператор: Юрий Ильенко
- Художники:
  - Михаил Раковский
  - Георгий Якутович
- Композитор: Мирослав Скорик
- Государственный заслуженный симфонический оркестр Украинской ССР
  - Дирижёр: Стефан Турчак
- Монтаж: М. Пономаренко
- Директор картины: Н. Юрьева

## Награды
- Специальный приз жюри и приз критиков МКФ в Мар-дель-Плата (1965);
- Специальный приз МКФ в Салониках (1965);
- Кубок на Фестивале фестивалей в Риме в (1965);
- Специальная премия жюри на Всесоюзном кинофестивале в Киеве (1966);
- Государственная премия УССР имени Т. Г. Шевченко (1991 — посмертно) — С. Параджанову (посмертно), оператору Ю. Ильенко, актрисе Л. Кадочниковой, художнику Г. Якутовичу.

Часто указывают, что фильм получил премию Британской киноакадемии в 1966 году. Однако Британская киноакадемия в официальном письме Мартиросу Вартанову, сценаристу фильма «Параджанов: Последняя весна», сообщила, что фильм «Тени забытых предков» не был номинирован на эту награду, и, следовательно, не получал её.

## Художественные особенности
- Гуцульский дом — гражда, в котором Сергей Параджанов снял основные сюжетные события фильма
- Фрагмент внутреннего двора гражды
- Фрагмент интерьера гражды с предметами крестьянского быта

Фильм описывает жизнь и быт своеобразной этнической группы — гуцулов. Гуцульщина в течение веков была во власти сменявших друг друга чужеземных держав. Но гуцулы сумели сохранить свою самобытность, язык, обряды и обычаи.
Съёмки фильма проходили в настоящих гуцульских хатах и окрестностях села Криворивня Верховинского района Ивано-Франковской области, где Михаил Коцюбинский написал свою повесть.
Поэтический рефрен картины — три пастуха, появляющиеся в переломных моментах действия. Рыдающие голоса их трембит придают событиям необходимую эмоциональную окраску, подчёркивая колорит легенды.